# Tízoc
Tízoc byl aztécký vládce, který vládl od 30. října 1481 až do roku 1486. Jeho jméno v jazyce Nahuatl znamená „Trny poraněná noha“ nebo také „Nemocná noha“.

Byl otráven několika aztéckými aristokraty.